# Franz Engel (Politiker)
Franz Engel (* 30. Dezember 1799 in Leobschütz; † 6. August 1877 ebenda) war ein deutscher Politiker und Mitglied des Reichstages.

## Leben und Wirken
Franz Engel besuchte 1806 bis 1814 die Bürgerschule in Leobschütz und erlernte anschließend den Beruf des Lohgerbers. 1818 meldete er sich freiwillig zum Militärdienst und bereiste anschließend Mitteleuropa. 1824 übernahm er das Familienunternehmen. 1827 wurde er Stadtverordneter und diente 1833 bis nach 1871 als Magistratsmitglied in Leobschütz. 1856 bis 1862 war er Abgeordneter im Schlesischen Provinziallandtag. Dort war er 1859 bis 1862 Mitglied der Bezirkskommission für die klassierte Einkommensteuer.
Er gehörte 1867 bis 1870 dem Reichstag des Norddeutschen Bundes und 1871 bis 1873 dem Reichstag an. Dorthin wurde er vom Wahlkreis Regierungsbezirk Oppeln 9 (Leobschütz) entsandt. Im Reichstag gehörte er den Nationalliberalen an.